# Конрой, Райан
Ра́йан Конро́й (англ. Ryan Conroy; 28 апреля 1987, Вейл-оф-Левин, Уэст-Данбартоншир, Шотландия) — шотландский футболист. Игрок шотландского клуба «Эйрдрионианс». Амплуа — левый защитник, левый вингер.

## Клубная карьера

### «Селтик»
Райан является воспитанником шотландского клуба «Селтик». Перед началом сезона 2005/06 Конрой подписал с «кельтами» свой первый профессиональный контракт.
Дебют футболиста в первом составе глазговцев состоялся 11 декабря 2007 года, когда «бело-зелёные» в матче чемпионата Шотландии разгромили «Фалкирк» со счётом 4:0. В том поединке Конрой появился на поле с первых минут и уверенно отыграл всю игру.
Несмотря на впечатляющий дебют Райан не смог закрепиться в первом составе «Селтика», и за два сезона провёл всего три встречи.

### «Партик Тисл»
14 января Конрой был отдан в полугодичную аренду в команду Первого шотландского дивизиона, «Партик Тисл».
Уже 16 января Райан впервые вышел на поле в футболке своего нового клуба — соперником «чертополохов» в тот день был «Рэйт Роверс».
Всего за полгода проведённых в «Тисл» Конрой сыграл 15 матчей.

### «Куин оф зе Саут»
28 августа 2010 года Райан по арендному соглашению перебрался в клуб «Куин оф зе Саут». В тот же день Конрой дебютировал в дамфриском коллективе, выйдя в стартовом составе на матч против «Росс Каунти». Первый «блин» не вышел «комом» — на 22-й минуте футболист поразил ворота соперника. 6 ноября Райан забил единственный гол в поединке «Рэйт Роверс» — «Куин оф зе Саут», тем самым принеся победу своему клубу.

В конце декабря Конрой вернулся в «Селтик». О своём пребывании в «Куин оф зе Саут» футболист отозвался так: 
На самом деле, могу с уверенностью назвать своё пребывание в дамфриской команде счастливым. Меня устраивало всё — отношение ко мне в клубе, поддержка болельщиков. Я действительно очень сильно это ценю. Хотел бы остаться в «Куин оф зе Саут» подольше, но, увы, соглашение аренды истекло. В любом случае, я желаю клубу с «Палмерстон Парк» успехов и побед.

### «Данди»
По окончании сезона 2010/11 контракт Райана с «Селтиком» истёк, и он стал свободным агентом. Долго сидеть без работы футболисту не пришлось — уже 21 июня он подписал контракт с клубом «Данди». 23 июля Конрой впервые сыграл за «тёмно-синих» — его команда в поединке Кубка вызова играли с «Арбротом». 5 ноября Райан забил свой первый гол в составе «Данди», поразив ворота клуба «Рэйт Роверс». Мяч Конроя оказался единственным в этом поединке — соответственно, коллектив со стадиона «Денс Парк» праздновал победу с минимальным счётом 1:0. Через неделю Райан вновь отличился победным голом — на этот раз в ворота «Гринок Мортон».

### Клубная статистика
| Клуб                       | Сезон                      | Чемпионат | Чемпионат | Кубок | Кубок | Кубок Лиги | Кубок Лиги | Кубок Вызова | Кубок Вызова | Еврокубки | Еврокубки | Итого | Итого |
| Клуб                       | Сезон                      | Игры      | Голы      | Игры  | Голы  | Игры       | Голы       | Игры         | Голы         | Игры      | Голы      | Игры  | Голы  |
| -------------------------- | -------------------------- | --------- | --------- | ----- | ----- | ---------- | ---------- | ------------ | ------------ | --------- | --------- | ----- | ----- |
| Селтик                     | 2007/08                    | 2         | 0         | —     | —     | —          | —          | —            | —            | —         | —         | 2     | 0     |
| Селтик                     | 2008/09                    | —         | —         | 1     | 0     | —          | —          | —            | —            | —         | —         | 1     | 0     |
| Всего за «Селтик»          | Всего за «Селтик»          | 2         | 0         | 1     | 0     | 0          | 0          | 0            | 0            | 0         | 0         | 3     | 0     |
| Партик Тисл                | 2009/10                    | 15        | 0         | —     | —     | —          | —          | —            | —            | —         | —         | 15    | 0     |
| Всего за «Партик Тисл»     | Всего за «Партик Тисл»     | 15        | 0         | 0     | 0     | 0          | 0          | 0            | 0            | 0         | 0         | 15    | 0     |
| Куин оф зе Саут            | 2010/11                    | 11        | 3         | —     | —     | 1          | 0          | 2            | 0            | —         | —         | 14    | 3     |
| Всего за «Куин оф зе Саут» | Всего за «Куин оф зе Саут» | 11        | 3         | 0     | 0     | 1          | 0          | 2            | 0            | 0         | 0         | 14    | 3     |
| Данди                      | 2011/12                    | 35        | 11        | 3     | 1     | 2          | 0          | 1            | 0            | —         | —         | 41    | 12    |
| Данди                      | 2012/13                    | 28        | 4         | 3     | 1     | 2          | 0          | —            | —            | —         | —         | 33    | 5     |
| Всего за «Данди»           | Всего за «Данди»           | 63        | 15        | 6     | 2     | 4          | 0          | 1            | 0            | 0         | 0         | 74    | 17    |
| Всего за карьеру           | Всего за карьеру           | 91        | 18        | 7     | 2     | 5          | 0          | 3            | 0            | 0         | 0         | 106   | 20    |

(откорректировано по состоянию на 30 марта 2013)

## Сборная Шотландии
В 2007 году Конрой в составе сборной Шотландии для игроков до 20 лет принимал участие в чемпионате мира среди молодёжных команд, проходившем в Канаде.
В следующем году Райан уже в национальной молодёжной команде Шотландии сыграл три матча, забил один гол.

## Достижения
«Селтик»
- Чемпион Шотландии: 2007/08

 «Куин оф зе Саут»
- Финалист Кубка вызова: 2010/11